# Blank2y
Blank2y (tiếng Hàn: 블랭키, Romaja quốc ngữ: Beullaengki, được viết cách điệu như BLANK2Y) là một nhóm nhạc nam Hàn Quốc được thành lập và quản lý bởi Keystone Entertainment. Nhóm bao gồm 8 thành viên: DK, Louis, Donghyuk, Siwoo, Mikey, U, Sungjun,  Sodam; và cựu thành viên Youngbin (rời nhóm năm 2023). Nhóm ra mắt vào ngày 24 tháng 5 năm 2022 với EP K2Y I: Confidence [Thumbs Up].

## Lịch sử

### Trước khi ra mắt
Năm 2018, Louis tham gia chương trình thực tế sống còn Under Nineteen của đài MBC dưới tên thật Kim Tae-woo, và ra mắt với nhóm chiến thắng có tên 1the9 vào ngày 13 tháng 4 năm 2019, sau khi giành vị trí thứ 3 chung cuộc trong chương trình. 1the9 tan rã vào ngày 8 tháng 8 năm 2020.
Donghyuk từng là thành viên của ENOi với nghệ danh Avin. Anh ra mắt vào ngày 19 tháng 4 năm 2019 với đĩa đơn "Bloom", tuy nhiên nhóm đã tan rã vào ngày 22 tháng 1 năm 2021.
Năm 2019, Siwoo tham gia chương trình Produce X 101 của Mnet. Anh bị loại ở vòng loại trừ đầu tiên, xếp hạng 81 chung cuộc. Anh sau đó tham gia chương trình Wild Idol vào cuối năm 2021, nhưng đã bị loại ở tập 3.
Mikey từng tham gia mùa thứ hai của chưong trình Produce 101 Japan dưới tên thật Daisuke Morisaki, tuy nhiên đã bị loại trước khi chương trình bắt đầu phát sóng.
Năm 2020, Youngbin tham gia chương trình thực tế sống còn I-Land do Mnet thực hiện. Anh bị loại ở giai đoạn một, xếp hạng 20 chung cuộc.
Sungjun từng là thực tập sinh của Woollim Entertainment và từng tham gia dự án W Project 4. Họ ra mắt một đĩa đơn vào ngày 2 tháng 9 năm 2019.

### 2022: Ra mắt vớiK2Y I: Confidence [Thumbs Up]vàK2Y II: Passion [Fuego]
Ngày 24 tháng 5, nhóm chính thức ra mắt với EP đầu tay, K2Y I: Confidence [Thumbs Up]. EP được công bố vào ngày 6 tháng 5.
Ngày 2 tháng 8, nhóm công bố EP thứ hai, K2Y II: Passion [Fuego], phát hành vào ngày 24 tháng 8.

### 2023: Youngbin rời nhóm, năm thành viên rời công ty
Ngày 25 tháng 2 năm 2023, một tài khoản ẩn danh tố cáo một nam thần tượng tên "Y" có đời tư phức tạp và từng hành hung bạn gái, về sau được tiết lộ là Youngbin. Cùng ngày, Keystone Entertainment đã xác nhận thông tin, và cho biết Youngbin đã rời Blank2y. Theo đó, nhóm sẽ tiếp tục hoạt động với đội hình 8 thành viên.
Ngày 27 tháng 6 năm 2023, Keystone cho biết một số thành viên Blank2y đã chấm dứt hợp đồng độc quyền với công ty. Năm thành viên DK, Louis, U, Sungjun, và Sodam sẽ chuyển sang các công ty khác nhưng vẫn tiếp tục hoạt động với tư cách là thành viên nhóm. Trong ba thành viên còn lại, Donghyuk và Siwoo sẽ tập trung cho sự nghiệp diễn xuất, trong khi Mikey tiếp tục dừng hoạt động vì lý do sức khỏe.
Đến ngày 23 tháng 10 năm 2023, các thành viên DK (về sau đổi nghệ danh thành Dokyun), Louis, U, Sungjun, Sodam được thông báo sẽ ra mắt trong nhóm nhạc nam mới DV.OL dưới sự quản lý của DS Entertainment, đưa ra những nghi vấn về sự tan rã của Blank2y.

## Thành viên

### Cựu thành viên
- DK (닥)
- Louis (루이)
- Donghyuk (동혁)
- Siwoo (시우)
- Mikey (마이키)
- U (유)
- Sungjun (성준)
- Sodam (소담)

- Youngbin (영빈)

## Danh sách đĩa nhạc

### EP
| Tên                                                                                          | Mô tả | Vị trí xếp hạng cao nhất | Doanh số      |
| Tên                                                                                          | Mô tả | KOR                      | Doanh số      |
| -------------------------------------------------------------------------------------------- | --- | ------------------------ | ------------- |
| K2Y I: Confidence [Thumbs Up]                                                                | - Phát hành: 25 tháng 5, 2022 - Hãng đĩa: Keystone Entertainment - Định dạng: CD, kỹ thuật số, phát hành trực tuyến Danh sách bài hát 1. "Intro [R]" 2. "Thumbs Up" 3. "Thumbs Up" (bản tiếng Anh) 4. "Touch" 5. "Constellation - Fan Song" (별자리 - Fan Song) | 6                        | - KOR: 81.994 |
| K2Y II: Passion [Fuego]                                                                      | - Phát hành: 24 tháng 8, 2022 - Hãng đĩa: Keystone Entertainment - Định dạng: CD, kỹ thuật số, phát hành trực tuyến Danh sách bài hát 1. "Intro [U]" 2. "Fuego (Burn It Up)" 3. "Fuego (Fearless)" 4. "I Wish - Fan Song"                                       | —                        | —             |
| "—" biểu thị không đạt được thứ hạng tại bảng xếp hạng hoặc không phát hành tại lãnh thổ đó. | |                          |               |

### Đĩa đơn
| Tên                                                                                          | Năm  | Vị trí xếp hạng cao nhất | Album                         |
| Tên                                                                                          | Năm  | KOR                      | Album                         |
| -------------------------------------------------------------------------------------------- | ---- | ------------------------ | ----------------------------- |
| "Thumbs Up"                                                                                  | 2022 | —                        | K2Y I: Confidence [Thumbs Up] |
| "Fuego (Burn It Up)"                                                                         | 2022 | —                        | K2Y II: Passion [Fuego]       |
| "—" biểu thị không đạt được thứ hạng tại bảng xếp hạng hoặc không phát hành tại lãnh thổ đó. |      |                          |                               |

## Quảng bá thưong hiệu
Ngày 9 tháng 7 năm 2022, Tổng cục Du lịch Hàn Quốc tại Việt Nam bổ nhiệm Blank2y làm Đại sứ danh dự du lịch Hàn Quốc tại Việt Nam.

## Giải thưởng và đề cử
| Năm  | Giải thưởng              | Hạng mục            | Đề cử   | Kết quả   | Ghi chú |
| ---- | ------------------------ | ------------------- | ------- | --------- | ------- |
| 2022 | Hanteo Music Award (HMA) | Blooming Star Award | Blank2y | Đoạt giải |         |